# Kirche Nusse

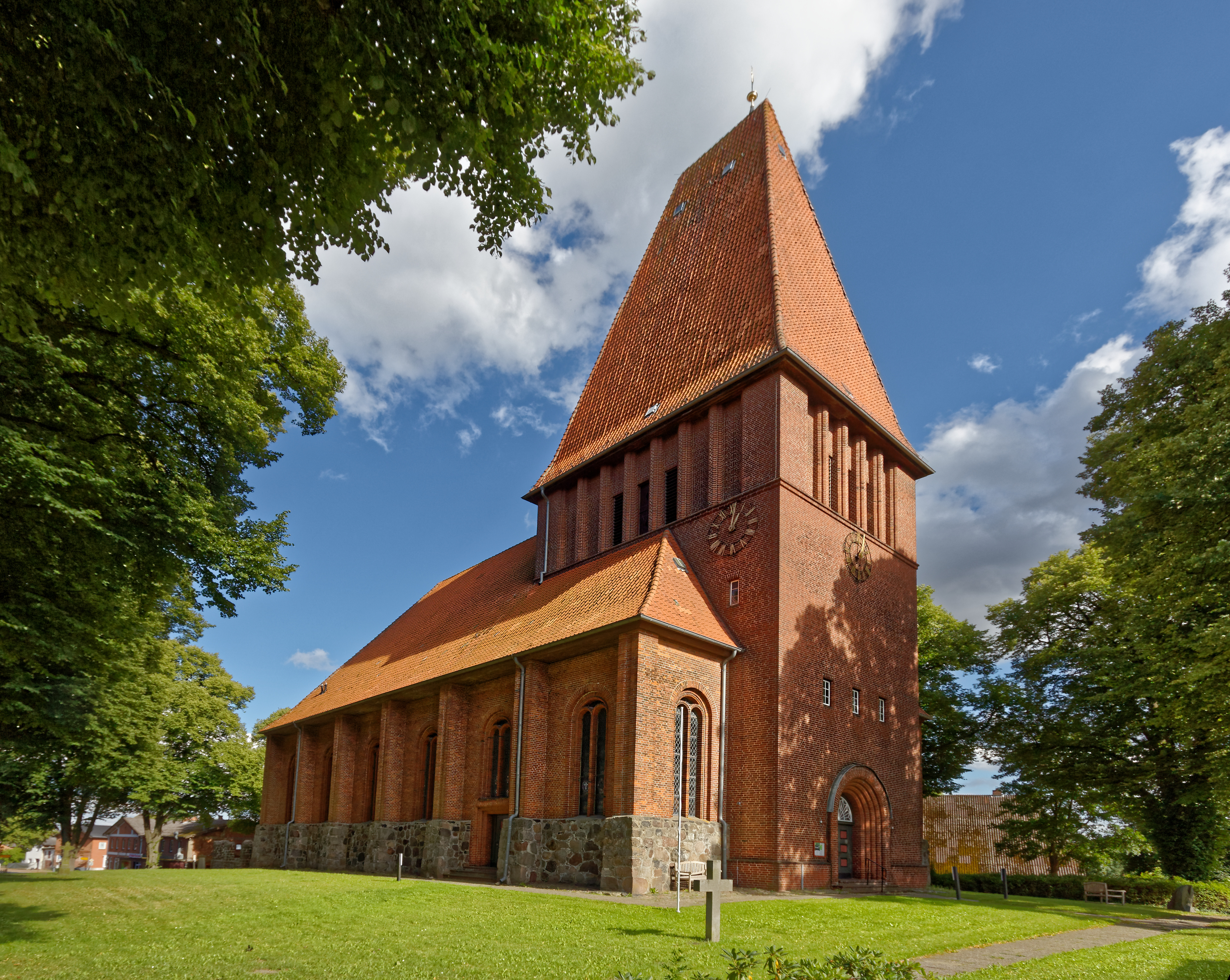
Kirche in Nusse

Die Kirche Nusse ist ein Kirchengebäude in Nusse. Es steht unter Denkmalschutz.

## Geschichte
In der Dotationsurkunde des Bistums Ratzeburg 1158 wurde erstmals eine Kirche in Nusse urkundlich erwähnt. Wohl Anfang des 13. Jahrhunderts entstand ein großer romanischer Kirchenbau auf den bis heute erhaltenen Grundmauern. 1230 war das Kirchspiel Nusse, zu dem die Dörfer Nusse, Walksfelde, Poggensee, Hagen, Stenborg, Kühsen, Duvensee, Ritzerau, Manau, Bergrade, Koberg, Klinkrade, Sirksfelde, Lüchow, Sandesneben, Schiphorst, Linau und Helle gehörten, im Ratzeburger Zehntregister aufgeführt. Von 1370 bis zum Groß-Hamburg-Gesetz 1937 gehörte das Kirchdorf Nusse als Exklave zur Freien und Hansestadt Lübeck. 1531 erhielt das Landgebiet eine eigene reformatorische Kirchenordnung durch Johannes Bugenhagen.
1774 baute der Lübecker Ratsbaumeister Johann Adam Soherr einen Westturm an die Kirche. Ein Großfeuer beschädigte 1821 die Kirche und zerstörte 51 Häuser des Dorfes. Die Kirche stürzte in der Folge teilweise ein und wurde dann 1836 gesprengt.
In den folgenden Jahren entstand ein Neubau, entworfen vom Lübecker Stadtbaumeister Anton Spetzler. Er schuf einen dreischiffigen Bau in spätklassizistischen und romanisierenden Formen, mit breitem Mittelschiff, das von einem hölzernen Tonnengewölbe überspannt ist, und stark eingezogener Apsis. Die Wände sind durch Stützpfeiler und Rundbogenfenster gegliedert. Die Seitenschiffe sind durch eine Empore quergeteilt und haben gesonderte Neben- und Treppenräume an beiden Enden. Die Einweihung erfolgte am 8. September 1839. Der Neubau erhielt zunächst nur einen Dachreiter.

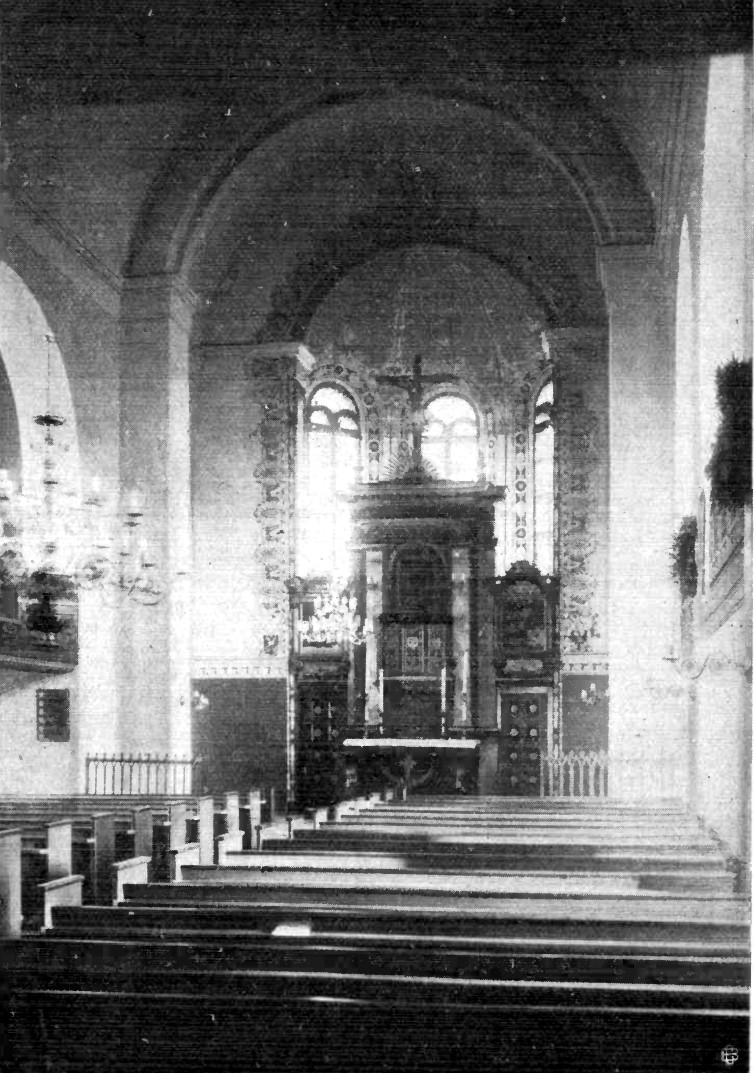
Innenraum (1916)

Der mächtige, in das Kirchendach eingezogene neue Turm mit Walmsatteldach im Heimatschutzstil entstand erst aus Anlass einer Sanierung 1914/15 nach einem Entwurf des Lübecker Baurates Carl Mühlenpfordt. Der Ortsgeistliche, Pastor Harder, und seine verstorbene Frau stifteten das große Kruzifix über den Altaraufbau.
Zum Einweihungsgottesdienst am 19. Dezember 1915, er wurde von lübeckischen Senior Johannes Becker gehalten, wies der Altarraum wie auch die Emporwände eine reiche Ausmalung, die nach den Entwürfen des Berliner Professors Max Kutschmann des kgl. Kunstgewerbemuseums in Berlin ausgeführt worden war, auf. Als Ehrengäste des Senates waren die Senatoren Johann Georg Eschenburg, Cay Diedrich Lienau, Johann Heinrich Evers, Johann Martin Andreas Neumann und Eugen Emil Arthur Kulenkamp sowie von der Bürgerschaft der Wortführer Heinrich Görtz erschienen.

## Ausstattung

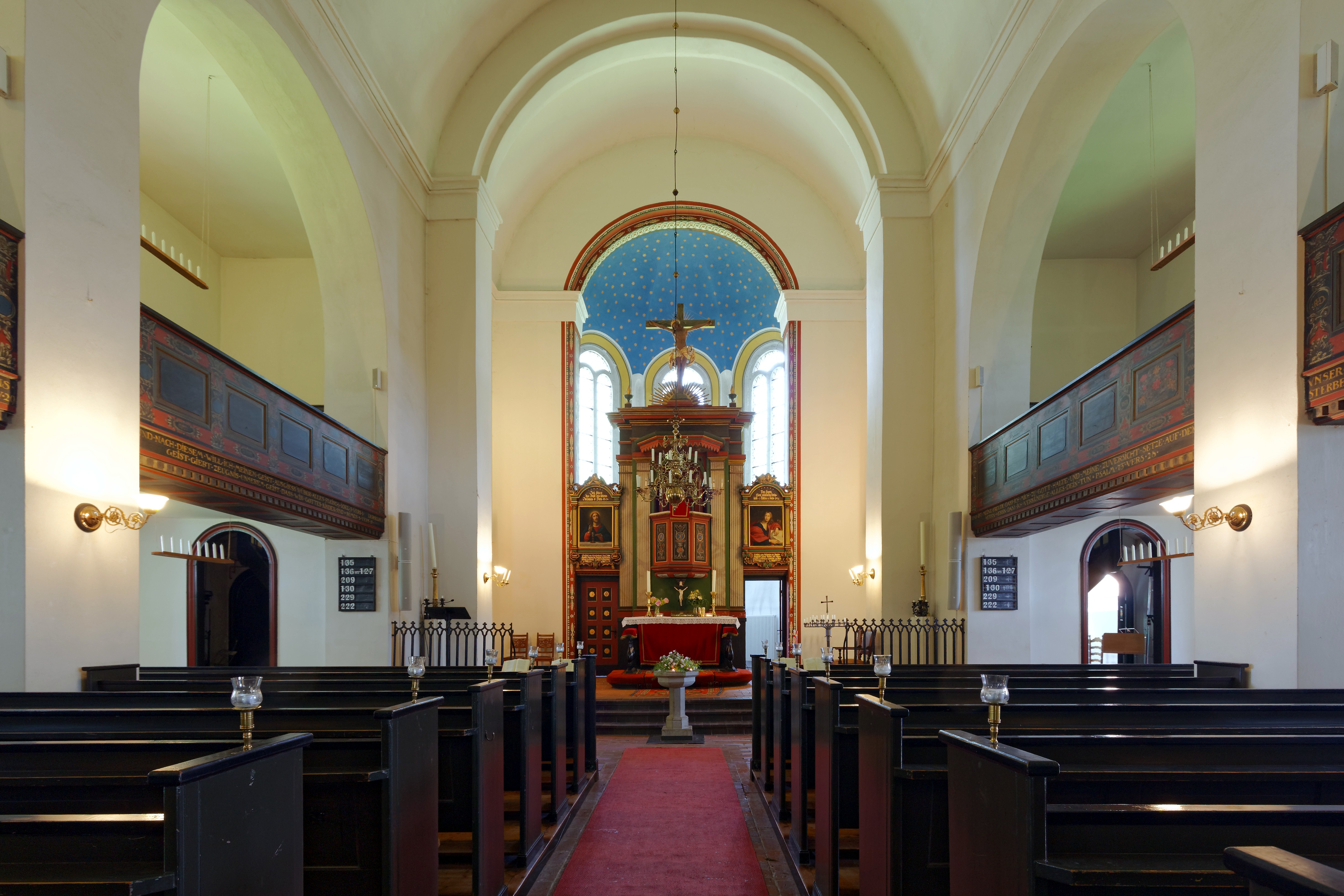
Innenraum

Aus dem Vorgängerbau haben sich ein Taufstein aus dem 13. Jahrhundert, ein spätgotisches Kruzifix, Füllungsbretter der ehemaligen Kanzel, ein Gemälde der Verkündigung aus dem frühen 16. Jahrhundert sowie ein Abendmahlsbild aus dem 17. Jahrhundert erhalten. Das Altar-Lesepult stammt aus dem Jahr 1647, die Vasa sacra überwiegend aus dem 17. und 18. Jahrhundert.
Der Neubau erhielt 1839 einen klassizistischen Kanzelaltar, dem 1915 ein Kruzifix und die Seitenteile mit Kopien nach Carlo Dolci hinzugefügt wurden.

### Orgel

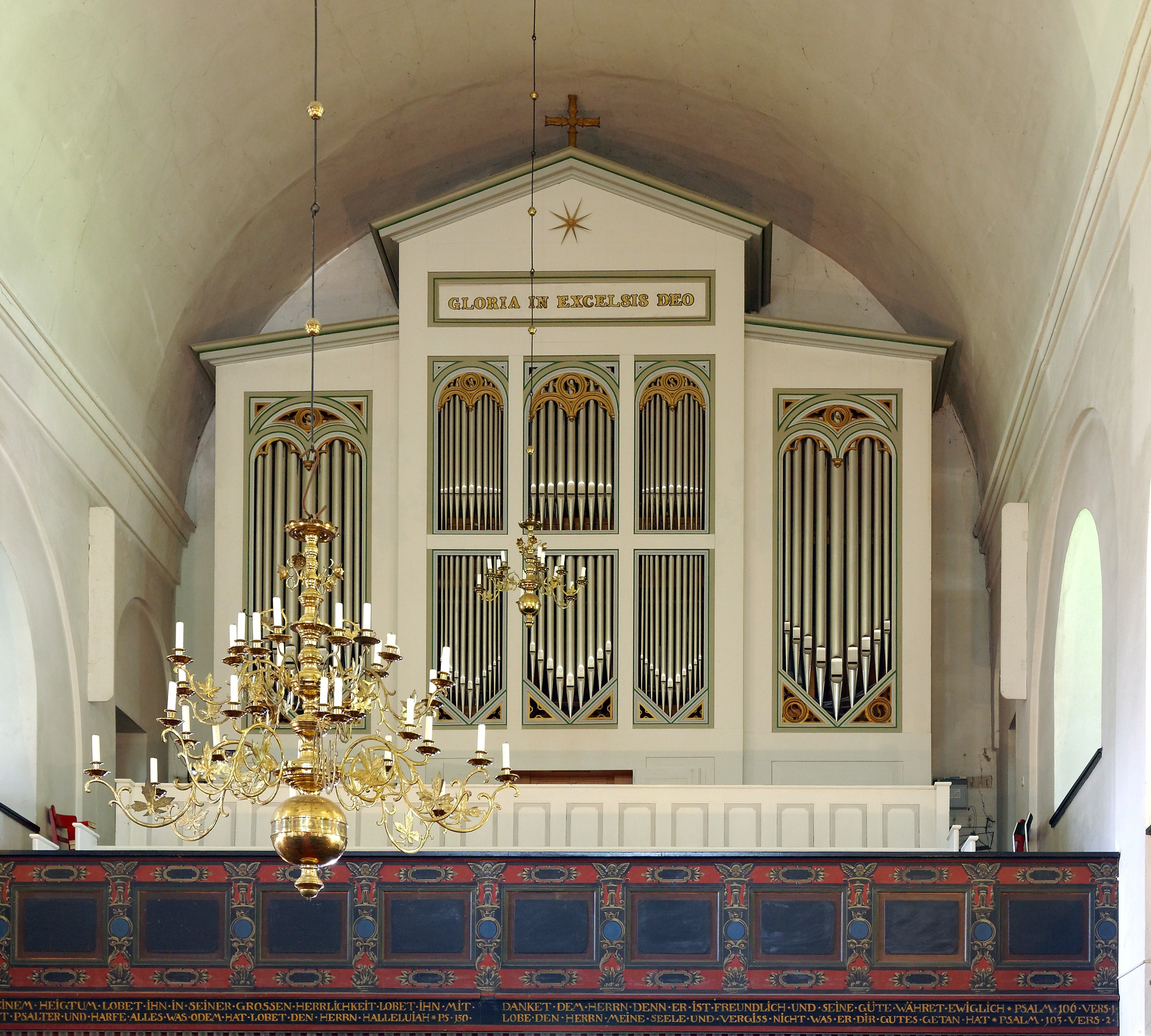
Orgel

Die Orgel stammt aus der Werkstatt des Lübecker Orgelbauers Theodor Vogt von 1839 und ist neben einem Positiv in der Lübecker Jakobikirche das einzige erhaltene Werk Vogts. Bereits 1888 mussten jedoch schon einige geplatzte Pfeifen ersetzt werden. 1957 und 1964 baute Klaus Becker die Orgel in zwei Phasen um und veränderte ihre Disposition. 1989 wurde die Orgel restauriert durch G. Christian Lobback, Neuendeich.
Sie hat heute 19 Register und 1.179 Pfeifen und besitzt folgende Disposition:
| I Hauptwerk C–d3 |            |       |
| 1.               | Prinzipal  | 8′    |
| 2.               | Gedackt    | 8′    |
| 3.               | Oktave     | 4′    |
| 4.               | Spitzflöte | 4′    |
| 5.               | Quinte     | 2 ⁄3′ |
| 6.               | Oktave     | 2′    |
| 7.               | Mixtur IV  |       |
| 8.               | Trompete   | 8′    |

| II Oberwerk C–d3 |                 |    |
| 9.               | Rohrpfeife      | 8′ |
| 10.              | Salicional      | 8′ |
| 11.              | Prinzipal       | 4′ |
| 12.              | Rohrflöte       | 4′ |
| 13.              | Hohlflöte       | 2′ |
| 14.              | Scharf III      | 1′ |
| 15.              | Sesquialtera II |    |
|                  | Tremulant       |    |

| Pedal C–d1 |           |     |
| 16.        | Subbaß    | 16′ |
| 17.        | Prinzipal | 8′  |
| 18.        | Choralbaß | 4′  |
| 19.        | Posaune   | 16′ |

- Koppeln: I/II, I/P, II/P
- Zimbelstern

### Glocken
Die Kirche hatte zwei vom Lübecker Ratsgießmeister Friedrich Wilhelm Hirt gegossene Glocken sowie eine Uhrschlagglocke. Nach dem Zweiten Weltkrieg erhielt die Kirche zwei ältere Glocken, so dass das Geläut seitdem aus drei Glocken besteht:
| Glocke | Name         | Gussjahr | Gießer                             | Durchmesser | Masse   | Schlagton (HT 1⁄16) | Anmerkungen                                                             |
| ------ | ------------ | -------- | ---------------------------------- | ----------- | ------- | ------------------- | ----------------------------------------------------------------------- |
| 1      | Paulusglocke | 1507     | Gerhard van Wou, Kampen            | 1372 mm     | 1600 kg | d'+10               | hing bis zum 2. Weltkrieg in der Lübecker St.-Petri-Kirche              |
| 2      |              | 1827     | Friedrich Wilhelm Hirt             | 1091 mm     | 740 kg  | f'+3                | ursprünglich Glocke 2                                                   |
| 3      |              | 1702     | Johann Gottfried Wittwerck, Danzig | 914 mm      | 450 kg  | a'+                 | ist eine Paten-/(Leih-)Glocke aus Bohnsack bei Danzig, heute Sobieszewo |

## Pfarrhof und Pfarrgarten

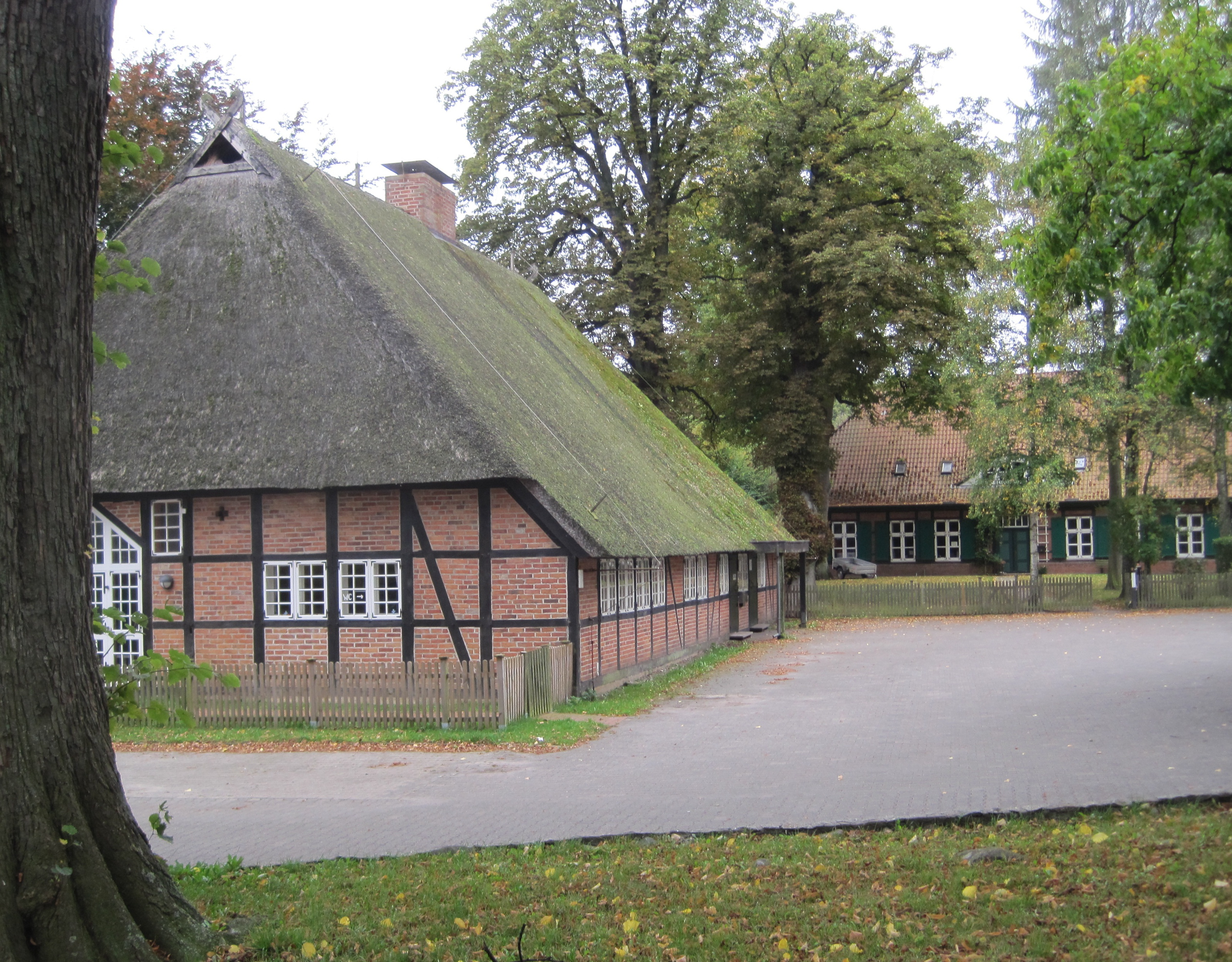
Pfarrhof, Blick zum Pastorat

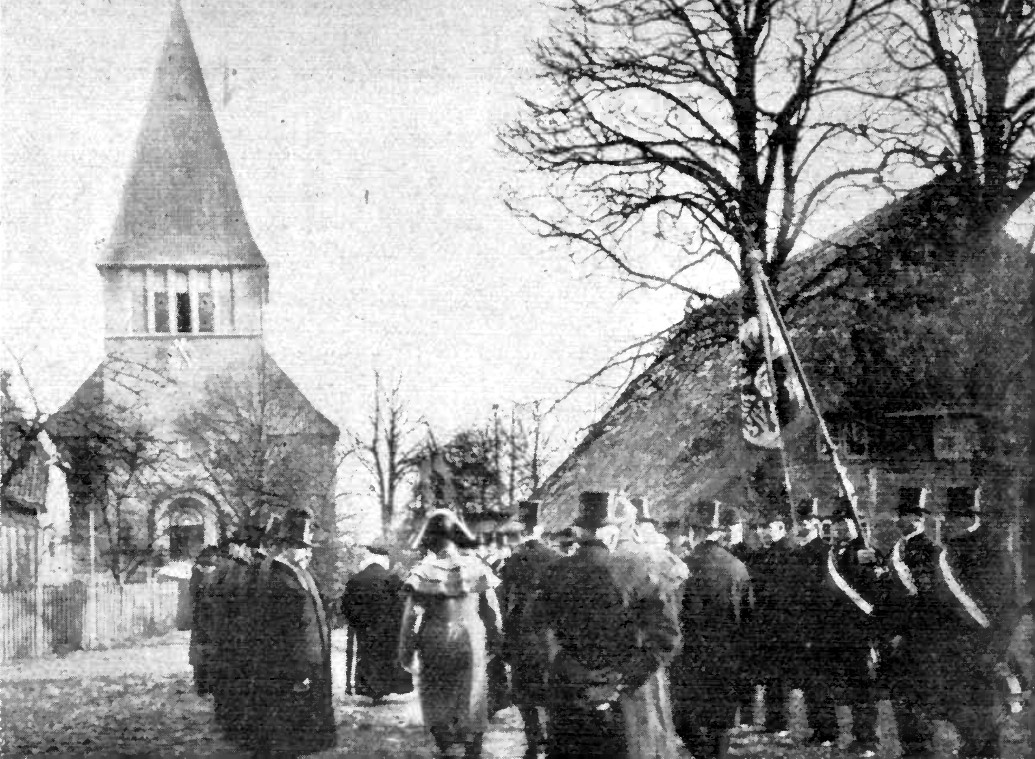
Ehrengäste auf dem Weg zum Einweihungsgottesdienst (1915)

Die Kirche bildet mit dem Pastorat, der zum Gemeindehaus umgebauten Pfarrscheune und dem Pfarrwitwenhaus (alle von 1821) ein Ensemble von bedeutender ortsbaulicher Wirksamkeit. Zum Ensemble gehört auch der nach französischen Vorbildern Anfang des 19. Jahrhunderts angelegte Pfarrgarten. Der Tradition nach soll ihn ein verwundeter französischer Oberst angelegt haben. Sein zum Ritzerauer See führender Laubengang aus Weißbuchen und seine Kastanienhecke stehen ebenfalls unter Denkmalschutz.

## Gemeinde
Auch nach der Eingliederung Nusses in den Kreis Herzogtum Lauenburg 1937 gehörte die Kirchengemeinde weiterhin zur Evangelisch-Lutherischen Kirche in Lübeck bzw. zum Kirchenkreis Lübeck der Nordelbischen Evangelisch-Lutherischen Kirche. 1978 schlossen sich die Kirchengemeinde der beiden ehemaligen Exklaven Nusse und Behlendorf zusammen. Im Zusammenhang der Neugliederung der Kirchenkreise kam die Gemeinde 2009 zum Bezirk Lauenburg des vereinigten Kirchenkreises Lübeck-Lauenburg, seit 2012 der Evangelisch-Lutherischen Kirche in Norddeutschland.

## Pastoren

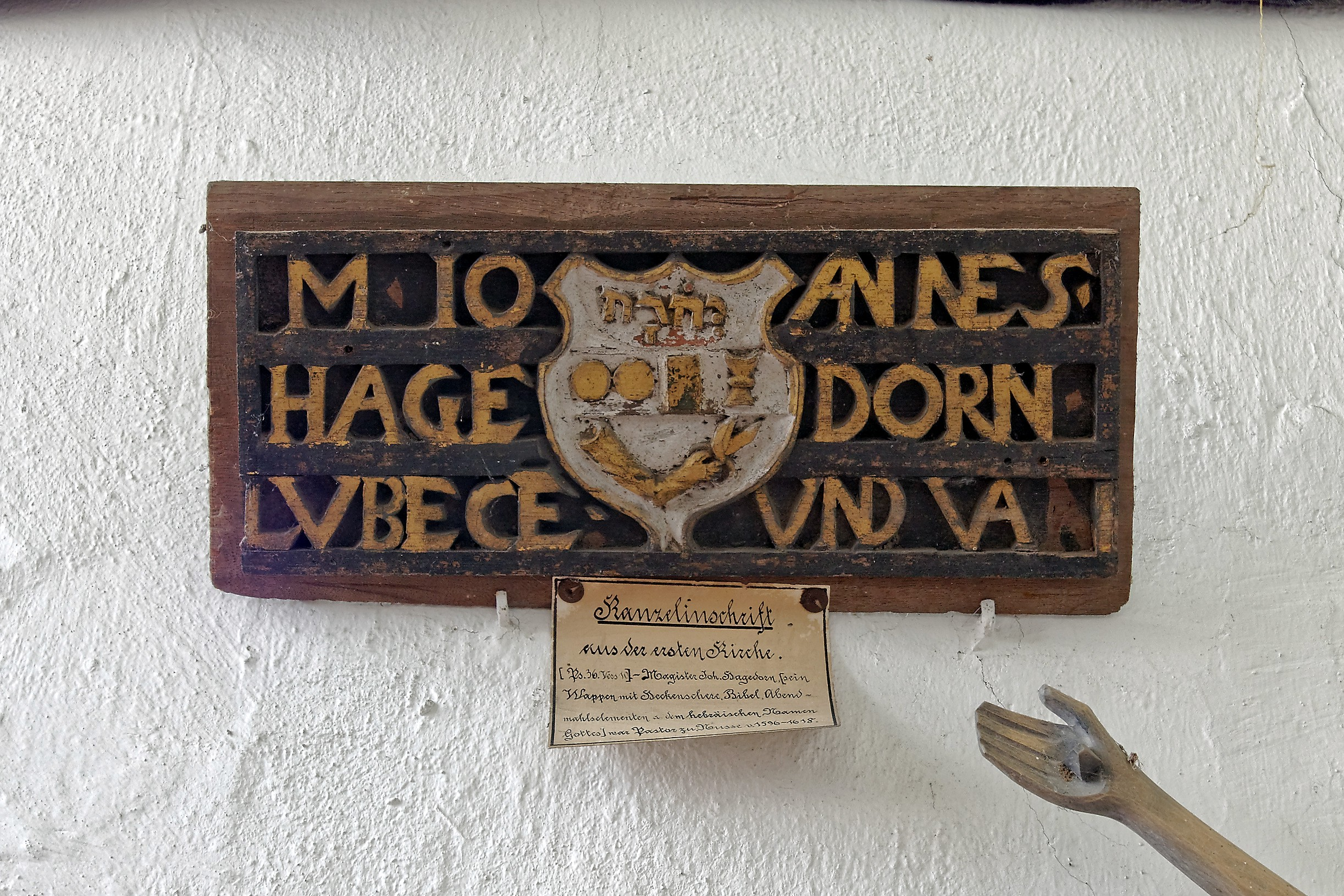
Fragment der ersten Kanzel mit dem Wappen des Pastors Magister Johann Hagedorn

Nach Jacob von Melle und Dietrich Uter:
| Name                                                  | Lebensdaten | Amtszeit        | Bemerkungen |
| ----------------------------------------------------- | ----------- | --------------- | --- |
| Nikolaus Dickelmann                                   |             | 1504?           | |
| Johannes Hasenfeldt                                   | +1569       | ?-1569          | stammte aus Flandern, hatte in Gent und Löwen studiert und ist vom Bischof von Cambrai ordiniert, dann Pastor in Dithmarschen und auf Eiderstedt, dann in Kuddewörde, danach Pastor in Nusse |
| Joachim Kuhlmann                                      | +1597       | 1570–1577       | wurde 1577 Diakonus in Mölln, 1579 Pastor in Mölln |
| Ludolphus Brunsvicenis                                |             | ?1578-?         | erwählt 1578? |
| Johann(es) Hagedorn, M.                               | 1559–1618   | 1596–1618       | |
| Georgius Koch, M. (Magirus)                           |             | 1618–1625       | aus Lübeck |
| Jacob Köster, M.                                      | 1595–1656   | 1625–1656       | schreibt in den Kirchenbüchern über Pest, Seuchen und Krieg während seiner Amtszeit |
| Gerhard Reuter                                        | 1625–1702   | 1656–1702       | 1699 wurde ihm sein Schwiegersohn Christian Andreas Lamprecht zu Seite gesetzt, da er sein Amt aufgrund seines Alters nicht mehr verrichten konnte.                                          |
| Christian Andreas Lamprecht                           | 1671–1718   | (1699)1702–1710 | vorher Pastor in Basthorst, 1699 Gerhard Reuter zur Seite gesetzt, 1710 Pastor an St. Petri und Pauli in Bergedorf. Er war Vater des Lübecker Ratsherrn Philipp Caspar Lamprecht.            |
| Johann Gotthard Michaelis                             | 1670–1712   | 1710–1712       | Sohn des Lübecker Syndicus Heinrich Michaelis |
| Christian Andreas Lamprecht                           | 1671–1718   | 1712–1718       | kam aus Bergedorf zurück |
| Dominicus Gerhard Andreas Lamprecht                   | 1692–1754   | 1718–1754       | Nachfolger seines Vaters im Amt |
| Georg Heinrich Lamprecht                              | 1724–1788   | 1754–1788       | Nachfolger seines Vaters im Amt |
| Franz Jacob Theodor Meyer, M.                         | 1756–1828   | 1788–1828       | Vater von Johann Friedrich Albrecht August Meyer |
| Gottfried Andreas Sartori                             | 1797–1873   | 1828–1873       | vorher Pastor an St. Andreas in Schlutup; denkmalgeschützter Grabstein auf dem Kirchhof |
| Heinrich Lindenberg                                   | 1842–1924   | 1874–1889       | dann nach St. Jakobi in Lübeck berufen |
| Friedrich Hermann Eduard Harder                       | 1858–1921   | 1890–1921       | vorher Pastor in Hemelingen |
| Axel Werner Kühl                                      | 1893–1944   | 1921–1928       | dann nach St. Jakobi in Lübeck berufen |
| Hans Julius Theodor Borkenhagen                       | 1892–1935   | 1928–1935       | |
| Vakanz                                                |             | 1936–1938       | |
| Martin Ohm                                            | 1908-?      | 1938–1946       | dann nach Dom-St. Jürgen in Lübeck berufen |
| Adolf Riege                                           | 1906–1994   | 1946–1955       | dann in St. Gertrud in Lübeck gewählt |
| Dietrich Uter                                         | 1924–1998   | 1955–1979       | |
| 1978 Fusion der Kirchengemeinden Nusse und Behlendorf |             |                 | |
| Hans-Joachim König                                    | *1947       | 1979–2012       | vorher Pastor in Behlendorf |
| Tobias Pfeifer                                        | *1977       | 2013-2024       | |
| Knud Henrik Boysen                                    | *1985       | seit 2025       | |